# 菊池武朝
菊池 武朝（きくち たけとも）は、南北朝時代から室町時代前期にかけての武将。肥後守護代。菊池氏の第17代当主。16代当主菊池武政の子。幼名は加賀丸。別名に武興。

## 生涯
文中3年/応安7年（1374年）に父が死去したため、後を継いで当主となった。しかし12歳の幼年であったため、一族の菊池武義や武安らの補佐を受ける。しかし、祖父武光時代からの宿敵である九州探題今川了俊の攻勢は止まる事を知らず、武朝は高良山からも撤退を余儀なくされ、拠点の肥後菊池城に逃亡した。翌永和元年/天授元年（1375年）に水島の変で混乱していた今川勢を打ち破り攻勢に転じるも、2年後の永和3年/天授3年（1377年）には大内義弘と大友親世の協力を得た了俊の前に再び大敗。南朝方の損害は甚大で、武朝の補佐役だった武義・武安や同盟者であった阿蘇惟武らが軒並み戦死した（肥前蜷打の戦い）。
これによって九州の南朝勢はいよいよ振るわなくなり、遂に弘和元年/永徳元年（1381年）に菊池城までも奪われ、征西大将軍良成親王を奉じて宇土氏を頼って逃亡、元中3年/至徳3年（1386年）に宇土から名和顕興の八代城へ入城、元中8年/明徳2年（1391年）に顕興と良成親王が了俊に降伏した後も行方をくらまし、翌元中9年/明徳3年（1392年）の南北朝合一で南北朝が室町幕府3代将軍足利義満によって統一されると、武朝はようやく了俊と和睦して肥後へと戻った。この和睦で肥後守護代に任じられたと推定される。
しかし、少弐貞頼と結んで以後も幕府に反抗的な態度を取り続けた為に、義満の命令を受けた渋川満頼や阿蘇惟村等の諸大名から攻撃を受けたが、結果として菊池氏は肥後守護職を承認されることになる。応永14年（1407年）に45歳で死去し、後を子の兼朝が継いだ。墓所は菊池市重味の真徳寺跡。
元中元年/至徳元年（1384年）に吉野の南朝に『菊池武朝申状』を提出、菊池氏代々の功績を述べて自分の忠誠心を明示した。内容は江戸時代に編纂された『群書類従』に収録されている。
明治44年（1911年）11月15日、従三位を贈られた。